# Село имени Коста Хетагурова
Имени Коста Хетагурова (в разговорной речи — Осетиновка; осет. Лабӕ) — село в Карачаевском районе Карачаево-Черкесской Республики.
Административный центр муниципального образования «Коста-Хетагуровское сельское поселение».

## География

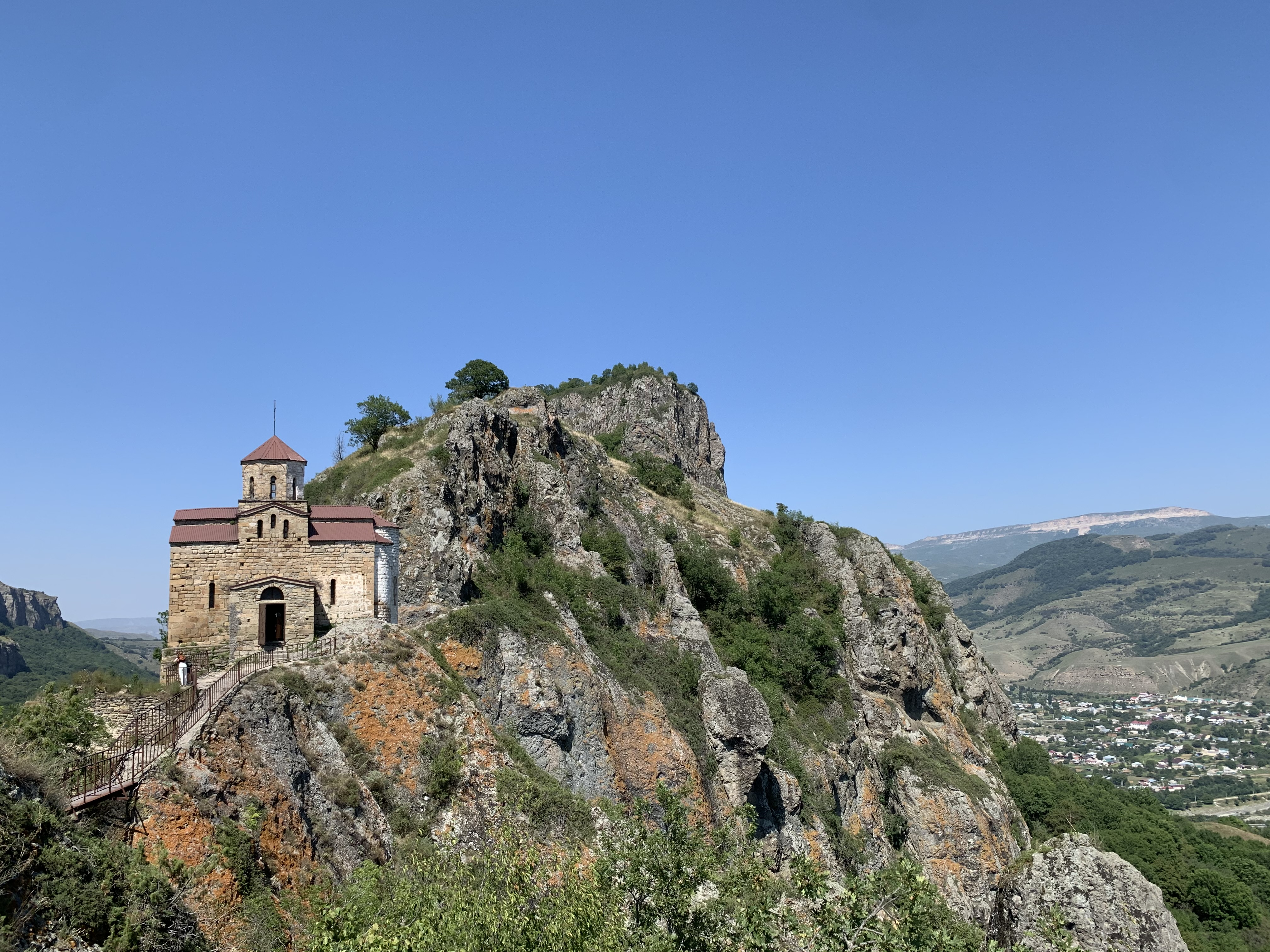
Шоанинский храм в окрестностях села

Расположено на левом берегу реки Кубани, в 48 км к югу от города Черкесск. На юге вплотную граничит с северными микрорайонами районного центра Карачаевск.
К западу от села, на Монастырской горе расположен средневековый христианский храм — Шоанинский (X век).
Одним из инициаторов переселения был отец Великого осетинского поэта Коста Хетагурова подпоручик милиции Леван Хетагуров и прапорщик Мысырби Гутиев.
Перед переселением, весной 1870 года в Кубанскую область для осмотра места переселения выехала специальная делегация.
Местные власти отвели переселенцам земли близ военного укрепления Хумаринского  во вновь образованном поселке Шоанинском Эльбруского округа, который с 1 января 1871 года вошел в состав Баталпашинского уезда. Со временем население прижилось на новом месте, хотя и условия были тяжелыми в начале, но со временем народ придумал всевозможные пути для облегчения своей жизнедеятельности. Ведение сельского хозяйства было затруднительно из-за отдаленности пастбищ, сенокосов и посевных площадей от населенного пункта и плохими и сложными дорогами, особенно в зимний период.

## История
Село основано в 1870 году осетинскими переселенцами из Нарского ущелья Осетии. Первые десять лет село именовалось по-разному — посёлок Шаонинский, Георгиевский, Георгиевский (Осетинский); устоявшееся название — село Георгиевско-Осетинское.
В 1938—1943 годах являлся административным центром Микояновского района Карачаевской АО.
В 1939 году переименовано в честь Великого осетинского поэта, публициста, драматурга и художника — Коста Хетагурова, скончавшегося в селе.
В 2020 году с. Коста-Хетагурова внесено в Книгу Рекордов России по количеству Героев Советского Союза на душу населения

## Население
| 2002 | 2010  | 2021  |
| ---- | ----- | ----- |
| 2309 | ↗2757 | ↗2769 |

## Достопримечательности
- Древний Шоанинский храм.
- Бюст Коста Хетагурова.
- Памятник воинам-землякам, погибшим в годы Великой Отечественной войны (1941—1945 годы).
- Памятник Герою Советского Союза Александру Калоеву.
- Памятник Мемориал жертвам теракта в Беслане.

## Галерея

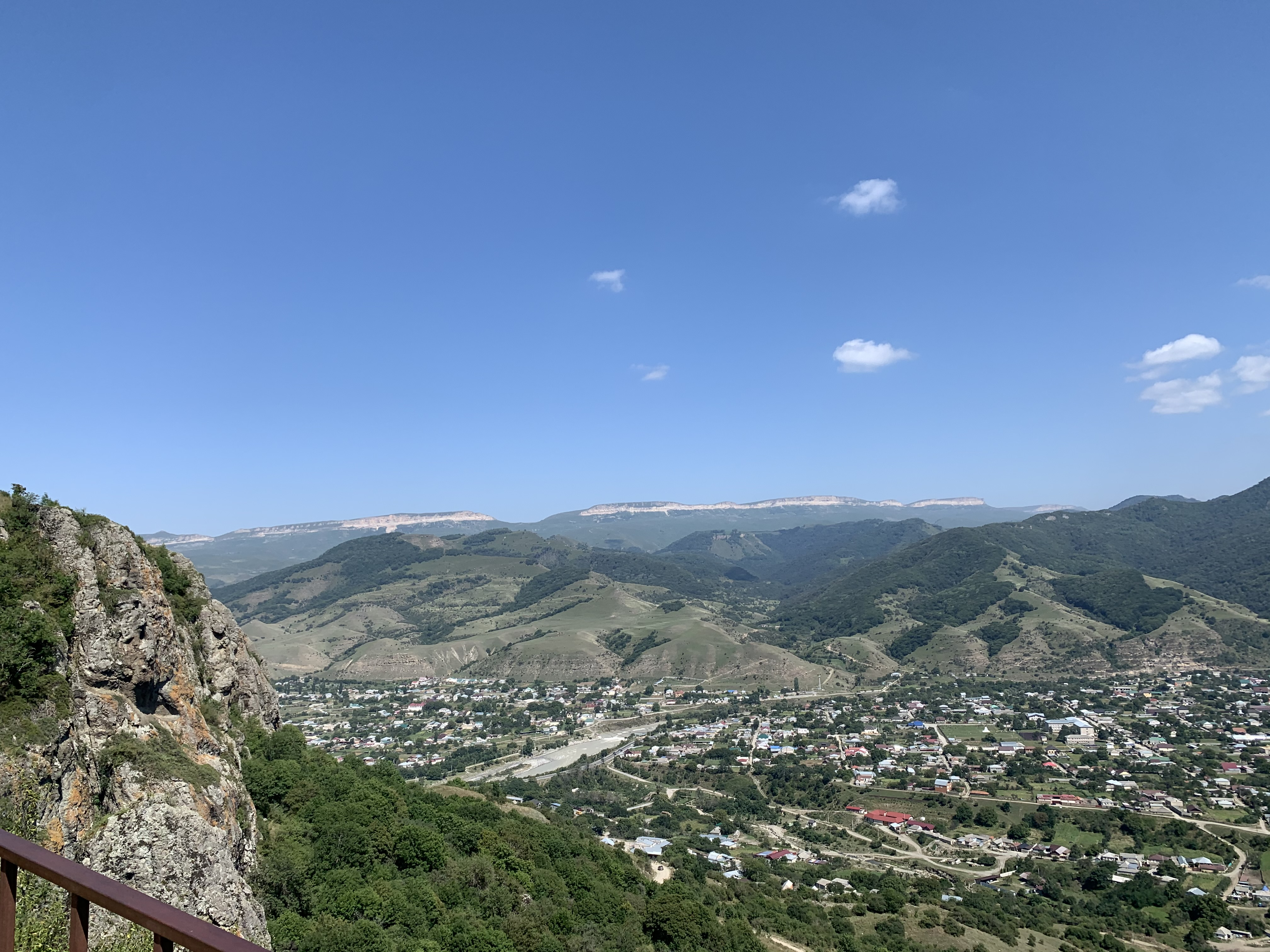
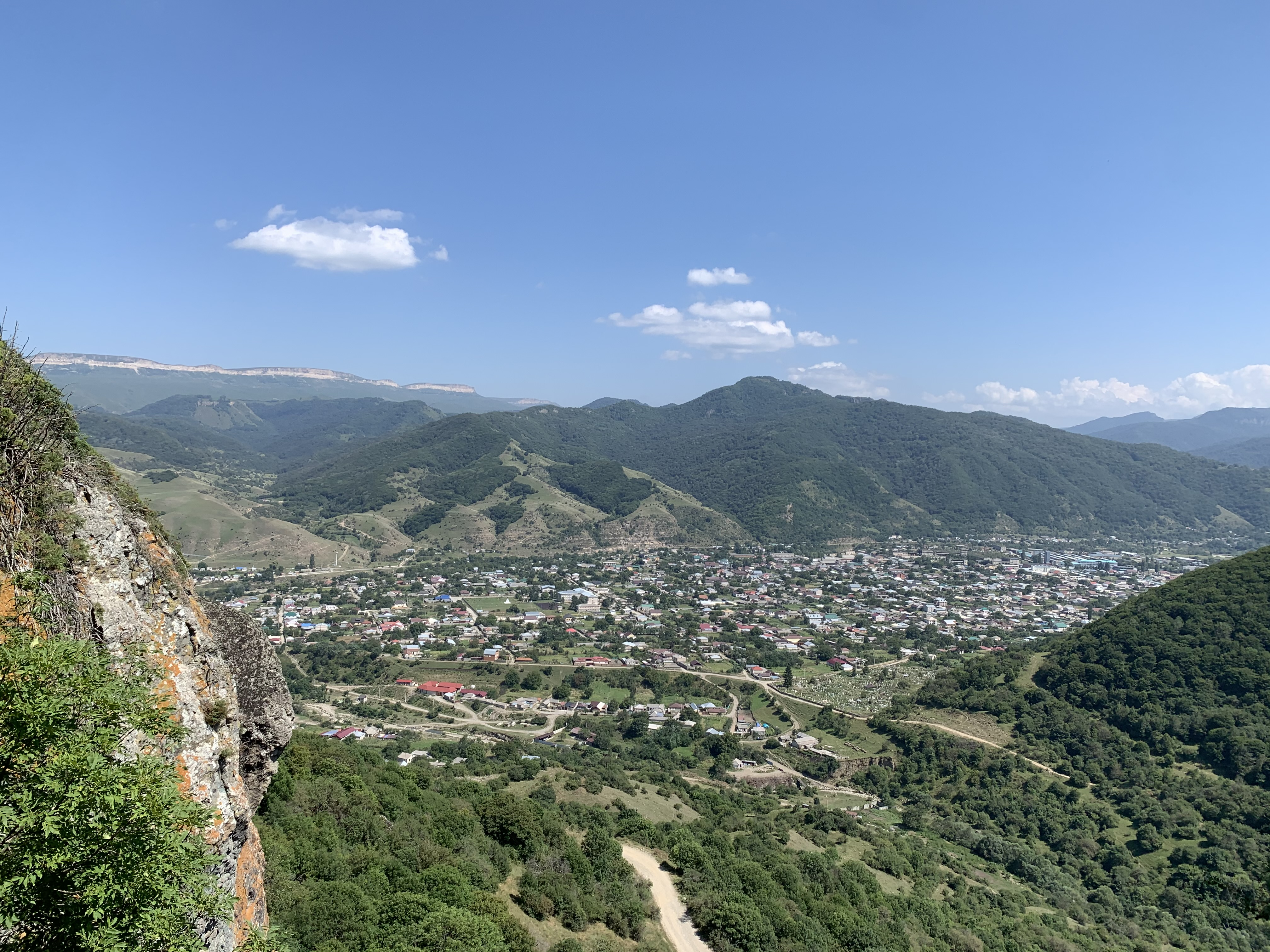
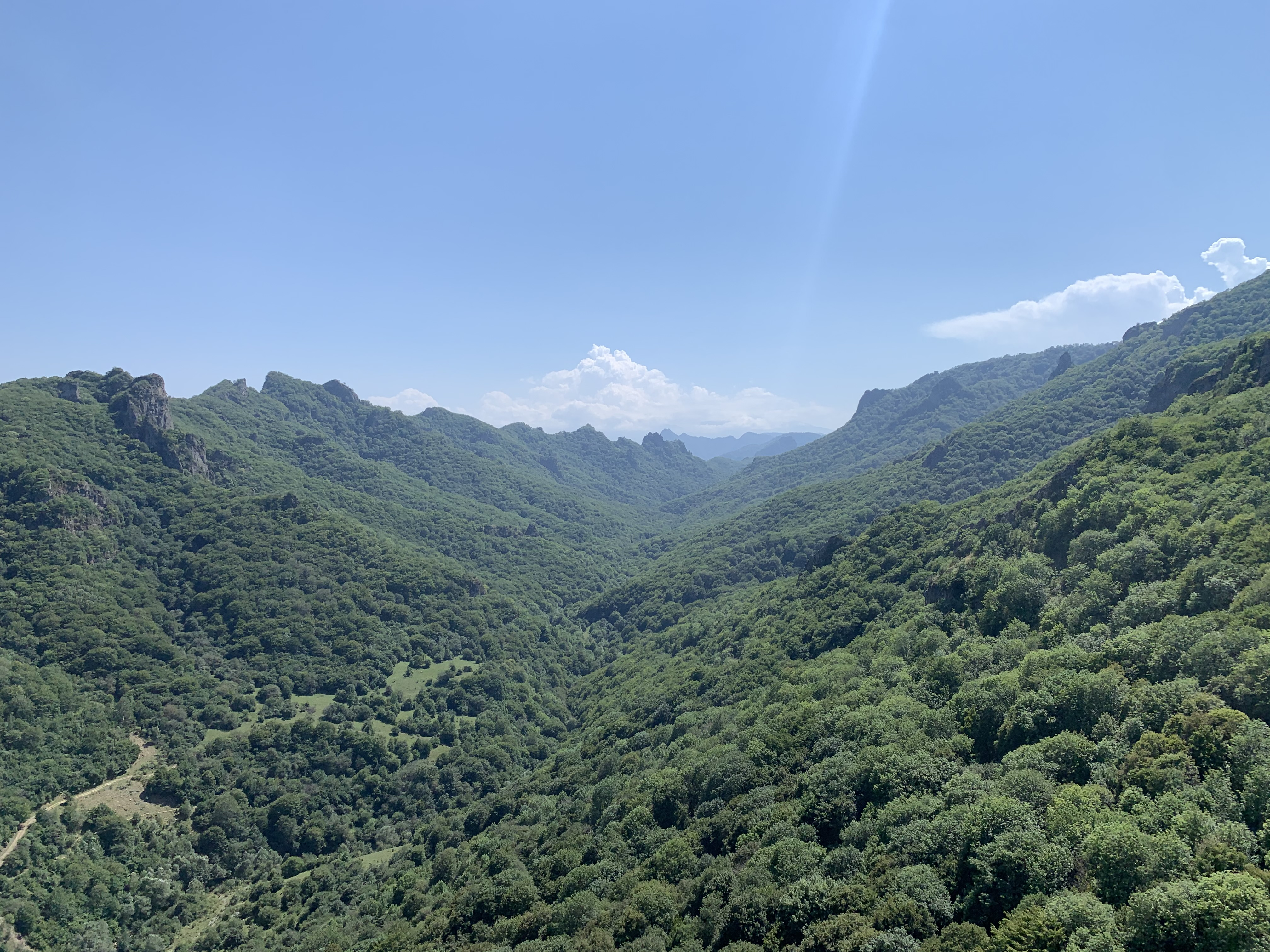
Пейзажи около Шоанинского храма

## Топографические карты
- Лист карты K-37-12 Карачаевск. Масштаб: 1 : 100 000. Состояние местности на 1990 год. Издание 1995 г.